# Myrmeleon (Myrmeleon) lacteostigma
Myrmeleon (Myrmeleon) lacteostigma is een insect uit de familie van de mierenleeuwen (Myrmeleontidae), die tot de orde netvleugeligen (Neuroptera) behoort. 
Myrmeleon (Myrmeleon) lacteostigma is voor het eerst wetenschappelijk beschreven door Navás in 1914.